# Apiocamarops alba
Apiocamarops alba är en svampart som beskrevs av Samuels & J.D. Rogers 1987. Apiocamarops alba ingår i släktet Apiocamarops och familjen Boliniaceae.   Inga underarter finns listade i Catalogue of Life.